# 艾氏稻
艾氏稻（学名：Oryza eichingeri）又称紧穗稻、根状茎稻等，为禾本科稻属下的一个种。